# بوب سميث (مجدف)
بوب سميث (بالإنجليزية: Robert Benedict Seymour Smith) هو مجدف نيوزيلندي، ولد في 15 أبريل 1909، وتوفي في 13 يناير 1993.

## روابط خارجية
- بوب سميث على موقع اللجنة الأولمبية النيوزيلندية (الإنجليزية)